# Ступінь гендерної довіри
Ступінь гендерної довіри, ступінь реалізації прав жінок (англ. Gender Empowerment Measure, GEM) – один з показників, що вимірює гендерну нерівність та фокусується на трьох змінних, що відображають: участь жінок в процесі прийняття політичних рішень, доступ жінок до професійних можливостей та рівень доходів жінок. Показник розкриває рівень залучення жінок у різних країнах до державного управління та їхню роль у процесах демократизації та розвитку держави, тому що визначає участь жінок і чоловіків у політичному житті, співвідношення кількості адміністративних, управлінських, професійних посад, які обіймають чоловіки і жінки, та прибутки, залежно від їхньої статі .

## Історія
У 1995 році Офіс доповідей про розвиток людства (англ. Human Development Report Office) Програми розвитку ООН для вимірювання гендерної нерівності в добробуті та розширенні прав і можливостей почав використовувати два нові індекси: 
1) гендерний індекс розвитку (GDI) 
та 2) індекс гендерної довіри (GEM), 
які щорічно публікувались в Доповіді про людський розвиток (Звіт стосовно розвитку людства) у період з 1995 по 2009 рік включно.
Ці два показники стали першими показниками, які об’єднали вимірювання гендерної нерівності в різних вимірах людського розвитку. Їх ціль «стимулювати розвиток людини» полягала в тому, щоб підкреслити розрив, який існує можливостями жінок і чоловіків, а також вивчити прогрес в досягненні зменшенні гендерної нерівності за останні декілька десятиліть. На основі значень гендерного індексу розвитку (GDI) та індексу гендерної довіри (GEM) країни були проранжовані в глобальному масштабі за їх досягненнями в подоланні гендерної нерівності. Ці індекси використовувались для надання урядам і політикам важливі інструменти для моніторингу становища жінок і розробки програм для вирівнювання можливостей, що надаються жінкам і чоловікам.
В Доповіді про розвиток людства 1995 року зазначається, що інвестування в можливості жінок і надання їм можливості здійснювати вибір є не тільки самоцінним, але також є найбільш надійним способом сприяння економічному зростанню і загальному розвитку. Це зумовлює необхідність досягнення гендерної рівності, як невід’ємної частини парадигми сталого розвитку людського потенціалу.
Для побудови індексу гендерної довіри (GEM) використовувались дані, взяті зі статистики Організації Об'єднаних Націй (ООН), Міжнародної організації праці (МОП), Міжпарламентського союзу та Світового банку.
Протягом багатьох років гендерний індекс розвитку (GDI) та індекс гендерної довіри (GEM) неодноразово критикувались, через що у 2010 році в Доповіді про людський розвиток почали використовуватись два альтернативні гендерні індекси: індекс гендерної нерівності (GII) та новий індекс гендерного розвитку (nGDI).

## Розрахунок індексу
Ступінь гендерної довіри, або ступінь реалізації прав жінок (GEM) – розрив між чоловіками і жінками за трьома параметрами гендерної участі, що мають рівну вагу:
- участь і повноваження у прийнятті політичних рішень, що вимірюється часткою місць в органах управління, які обіймають жінки та чоловіки;
- участь і повноваження у прийнятті економічних рішень, що вимірюються відсотковою часткою жінок та чоловіків, які обіймають керівні посади, та відсотковою часткою жінок і чоловіків на     посадах спеціалістів і технічних працівників;
- можливості доступу до економічних ресурсів та їх використання, що вимірюються розрахунковим показником заробленого доходу жінок і чоловіків.

Для кожного з цих трьох елементів розраховується еквівалентний відсоток при рівному розподілі (ЕВРР) за формулою:
ЕВРР = { [частка жінок у населенні ((індекс для жінок)^(1-∈))] + [частка чоловіків в населенні ((індекс для чоловіків)^(1-∈)) ] } ^ (1/(1-∈))GEM розраховується як середнє арифметичне трьох значень ЕВРР. Чим ближчий він до 1, тим менше диспропорцій між чоловіками та жінками в цих сферах.

## Ситуація в Україні
У 2009 році Україна займала 86 позицію серед 109 країн у рейтингу по показнику GEM. Ця позиція зумовлена комплексом причин: в Україні жінки незначною мірою присутні у представницьких органах влади та на вищих щаблях державного управління. Гендерні диспропорції у сфері прийняття рішень визначаються об’єктивними чинниками (нижчі доходи та економічна залежність жінок від чоловіків, нерівний розподіл домашніх обов’язків) та традиційною системою гендерних норм, що спрямовують соціалізацію жінок на виконання переважно сімейних, допоміжних ролей, а політичне життя проголошують прерогативою чоловіків.

## Недоліки індексу
В країнах з високим рівнем доходу необхідні для моніторингу дані постійно збираються і оновлюються, в той час, як існує нестача даних по країнах з низьким рівнем доходу. Цей індекс не враховує інші важливі аспекти гендерної нерівності, зокрема розширення прав і можливостей в домашньому господарстві, в суспільному житті або в сільській місцевості. Економічний компонент індексу є обмеженим, бо не враховує гендерних відмінностей в зайнятості чоловіків і жінок в сільськогосподарській та неформальній сферах праці, або на нижчих рівнях формальної економіки. Можливості доступу до економічних ресурсів вимірюються з врахуванням заробленого доходу, а не самих гендерних відмінностей. Бідні країни, в яких зароблений дохід жінок і чоловіків низький, не можуть отримати високі бали за показником доступу до економічних ресурсів, навіть якщо в зароблених доходах немає нерівності. Особливість побудови індексу гендерної довіри як середнього арифметичного за трьома показниками зумовлює те, що при різній направленості гендерних відмінностей (наприклад, якщо жінки недостатньо представлені в парламенті, але при цьому відсоткова частка жінок і на посадах спеціалістів і технічних працівників висока) величина індексу може показувати, що жінки знаходяться в несприятливому становищі у двох сферах.